# Fleur van Groningen
Fleur Celestine van Groningen (Breda, 31 augustus 1982) is een Vlaamse cartooniste, columniste, singer-songwriter, journaliste en schrijfster.

## Carrière
Fleur van Groningen is huiscolumniste van de Vlaamse editie van Psychologies Magazine en het kunstmagazine The Art Couch. Ze is freelance journalist voor De Morgen, waarvoor ze ook een podcast maakt.
Van september 2012 tot oktober 2019 had zij in Het Nieuwsblad een wisselcolumn over de actualiteit met Nico Dijkshoorn. Van 2012 tot februari 2021 was ze huiscolumniste van Het Nieuwsblad Magazine.
In het verleden schreef en/ of tekende Van Groningen voor onder andere Ché, Goedele, GDL, Feeling, Cinevox , De Standaard en NRC Handelsblad. Een van haar columns over vrouwengeheimen (verschenen in Ché) vormde de basis voor de VPRO-documentaire Tussen Bitch en Bambi. Ook tekende Fleur live cartoons in tv-programma's zoals het VTM-programma Goedele op Dinsdag en Hotel M op Eén.

###### Non-fictie
In maart 2011 kwam haar ironische zelfhulpboek Haal het slechtste uit jezelf uit bij uitgeverij Lannoo.
In september 2015 verscheen Dat kleine geluk, een bundeling van drie jaar aan columns, bij uitgeverij Horizon. In 2017 volgde een heruitgave in pocketeditie.
In september 2017 publiceerde Van Groningen haar eerste bestseller Leven zonder filter, over haar persoonlijke ervaringen met hoogsensitiviteit. Dit boek bereikte al vlug de eerste plaats in de top honderd van best verkochte boeken in Vlaanderen, werd veertien maal herdrukt (wat goed was voor meer dan 65.000 verkochte exemplaren) en is door Standaard Boekhandel opgenomen in hun lijst van klassiekers. In 2019 volgde een heruitgave in pocketeditie.
In februari 2020 verscheen Van Groningen's volgende boek: Mijn kind, mijn spiegel, tevens bij uitgeverij Horizon, over de transformatie die zij als prille moeder doormaakte en hoe zij loskwam van oude patronen en pijn.
In september 2022 publiceerde Van Groningen haar tweede bestseller Voelen zonder filter, over omgaan met emoties en herstellen van trauma.

###### Fictie
In oktober 2020 werd Van Groningens debuutroman Swingers gepubliceerd uit bij uitgeverij Lebowski. Het is een pikante, humoristische zedenschets die de grenzen van ons geweten aftast.

## Privé
Van Groningen is de dochter van de Antwerpse violist en kunstenaar Flor Hermans. Ze is de laatste telg van de van Groningen-stamboom, opgenomen in het Nederland's Patriciaat.
Ze is gehuwd met auteur Seppe van Groeningen. Samen hebben zij een zoon. Van Groningen werd geboren in Breda, maar verhuisde kort daarna met haar Nederlandse moeder naar de Belgische Noorderkempen. Van haar vijfde tot haar zevende levensjaar woonde ze in het poldergebied van de Nederlandse provincie Noord-Brabant, om daarna opnieuw in België te gaan wonen. Ze heeft de Belgische nationaliteit. Van Groningen studeerde af aan dé Kunsthumaniora te Antwerpen, nadien volgde zij een opleiding tot life-coach. Naast schrijven, tekenen en muziek maken, legt zij zich eveneens toe op de schilderkunst.
- International Standard Name Identifier: 0000 0003 6889 332X
- Nederlandse Thesaurus van Auteursnamen: 333243013
- Virtual International Authority File: 282548589
- WorldCat: E39PBJrGqKx7W9cDqtKbtYT8md